# 宽羽实蕨
宽羽实蕨（学名：Bolbitis latipinna）为实蕨科实蕨属下的一个种。